# Utricularia holtzei
Utricularia holtzei este o specie de plante carnivore din genul Utricularia, familia Lentibulariaceae, ordinul Lamiales, descrisă de Ferdinand von Mueller. Conform Catalogue of Life specia Utricularia holtzei nu are subspecii cunoscute.